# Tasata fuscotaeniata
Tasata fuscotaeniata là một loài nhện trong họ Anyphaenidae.
Loài này thuộc chi Tasata. Tasata fuscotaeniata được Eugen von Keyserling miêu tả năm 1891.